# Anetia pantherina
Anetia pantherina är en fjärilsart som beskrevs av Doubleday 1845. Anetia pantherina ingår i släktet Anetia och familjen praktfjärilar. Inga underarter finns listade i Catalogue of Life.